# Международная коалиция по безопасности на море
Международная коалиция по безопасности на море (англ. International Maritime Security Construct (IMSC), ранее также Operation Sentinel) создана летом 2019 года после обострения конфликта, связанного с проходом коммерческих танкеров через Ормузский пролив.

## История
19 июля 2019 года Центральное командование Вооружённых сил США объявило, что операция по охране свободного судоходства в зоне Персидского залива будет называться Sentinel.
В начале августа к кораблям ВМС США присоединилась британская эскадра, во второй половине августа международный патруль пополнили австралийские фрегаты. В сентябре коалицию поддержали Саудовская Аравия, Бахрейн и ОАЭ.
С января 2020 года флот Албании присоединился к морским операциям коалиции, с марта — ВМС Литвы, а в октябре — Эстония.
В марте 2022 года Румыния заменила выбывшую Австралию, с октября к деятельности морского союза присоединяются Сейшельские Острова. 1 декабря 2022 года Военно-морские силы Латвии становятся очередным участником проекта.
Вооружённые силы Иордании начинают помогать коалиции с сентября 2023 года.

## Участники
По состоянию на весну 2024 года в группу входят 12 стран:

| - США - Великобритания - Эстония - Латвия - Литва - Албания | - Саудовская Аравия - ОАЭ - Бахрейн (штаб-квартира) - Иордания - Румыния - Сейшельские Острова |

### Бывшие участники
| - Израиль (2019) | - Австралия (2019—2020) |

## Командование
|    | Лидер коалиции | Командующий                               | Фото | начало полномочий | завершение службы  |
| -- | -------------- | ----------------------------------------- | ---- | ----------------- | ------------------ |
| 1. | США            | контр-адмирал ВМС США Алвин Холси         |      | лето 2019         | 30 января 2020     |
| 2. | Великобритания | командор Королевского ВМФ Джеймс Паркин   |      | 30 января 2020    | 30 апреля 2020     |
| 3. | Великобритания | командор Королевского ВМФ Роберт Беллфилд |      | 30 апреля 2020    | 19 ноября 2020     |
| 4. | Великобритания | командор Королевского ВМФ Крейг Вуд       |      | 19 ноября 2020    | по настоящее время |

## Реакция
Спикер иранского парламента Али Лариджани заявил, что новообразованная коалиция является угрозой для безопасности региона Персидского залива.